# Omar El Hilali
Omar El Hilali Khayat (L'Hospitalet de Llobregat, 12 september 2003) is een Marokkaans-Spaans voetballer die doorgaans speelt als rechtsback. In april 2021 debuteerde hij voor Espanyol.

## Clubcarrière
El Hilali speelde in de jeugd van Santa Eulàlia en werd op zijn dertiende opgenomen in de opleiding van Espanyol. Vanaf de zomer van 2020 maakte hij minuten in het belofteteam van de club. Aan het einde van het seizoen 2020/21 debuteerde hij in het eerste elftal. Op 4 april 2021 werd door twee doelpunten van Raúl de Tomás en een van Fernando Calero in de Segunda División met 0–3 gewonnen van Albacete. El Halili mocht van coach Vicente Moreno in de negende minuut na rust invallen voor Óscar Gil. Espanyol promoveerde in de zomer van 2021 naar de Primera División, waar El Hilali pas in september 2022 weer minuten maakte. Na een degradatie groeide hij in het seizoen 2023/24 uit tot vaste waarde als rechtsachter. Zijn contract werd in december 2023 opengebroken en verlengd tot medio 2027.

## Clubstatistieken
| Seizoen | Club     | Competitie       | Competitie | Competitie | Beker | Beker | Internationaal | Internationaal | Totaal | Totaal |
| Seizoen | Club     | Competitie       | Wed.       | Dlp.       | Wed.  | Dlp.  | Wed.           | Dlp.           | Wed.   | Dlp.   |
| ------- | -------- | ---------------- | ---------- | ---------- | ----- | ----- | -------------- | -------------- | ------ | ------ |
| 2020/21 | Espanyol | Segunda División | 3          | 0          | 0     | 0     | —              | —              | 3      | 0      |
| 2021/22 | Espanyol | Primera División | 0          | 0          | 0     | 0     | —              | —              | 0      | 0      |
| 2022/23 | Espanyol | Primera División | 5          | 0          | 1     | 0     | —              | —              | 6      | 0      |
| 2023/24 | Espanyol | Segunda División | 39         | 0          | 2     | 0     | —              | —              | 41     | 0      |
| 2024/25 | Espanyol | Primera División | 12         | 0          | 1     | 0     | —              | —              | 13     | 0      |
| Totaal  | Totaal   | Totaal           | 59         | 0          | 4     | 0     | 0              | 0              | 63     | 0      |

Bijgewerkt op 7 november 2024.

## Erelijst
| Afrikaans kampioenschap –23 | 1 | 2023 |